# Księstwo raciborskie
Księstwo raciborskie (łac. Ducatus Ratiboria, cz. Ratibořské knížectví, niem. Herzogtum Ratibor) – historyczne księstwo śląskie leżące nad Odrą, ze stolicą w Raciborzu.

## I księstwo raciborskie
Pierwotny obszar Księstwa raciborskiego powstał w 1172 r. w wyniku wydzielenia dzielnicy młodszemu synowi Władysława II Wygnańca - Mieszkowi I Plątonogiemu. Powstałe wówczas księstwo było niewielkie obejmowało oprócz stołecznego Raciborza, Koźle i Cieszyn.
W 1177 r. (lub 1179 r.) do księstwa dołączone zostały należące dotychczas do Małopolski dwie kasztelanie: bytomska i oświęcimska. 
W 1202 r. do księstwa przyłączone zostało księstwo opolskie w wyniku czego powstało księstwo opolsko-raciborskie, a stolica dzielnicy została przeniesiona do Opola.

## II księstwo raciborskie
Do ponownego wydzielenia samodzielnego księstwa raciborskiego doszło w 1290 r., kiedy to wyniku podziału dzielnicy opolsko-raciborskiej między synów zmarłego w 1281 lub 1282 r. Władysława księstwo raciborskie przypadło najmłodszemu Przemysławowi. Podział został dokonany w dwóch etapach: najpierw w 1281 lub 1282 r. Przemysław razem z Mieszkiem objęli wspólnie Racibórz i Cieszyn, by w 1290 r. podzielić władztwo w ten sposób, że Przemysław objął Racibórz, a Mieszko Cieszyn.
W skład księstwa raciborskiego oprócz Raciborza wchodziły wówczas: Wodzisław, Żory, Rybnik, Mikołów, Pszczyna i okresowo w latach 1334–1336 Koźle. 
Już rok po objęciu samodzielnej władzy Przemysław najprawdopodobniej razem z braćmi Mieszkiem i Bolkiem złożyli władcy czeskiemu Wacławowi II hołd lenny (trzeci brat Kazimierz hołd złożył jeszcze w 1289 r.). Ta pierwsza zależność ustała wprawdzie po wygaśnięciu głównej linii Przemyślidów w 1306 r., lecz już 18 lutego 1327 r. podległość księstwa względem Czech została ponownie nawiązana, kiedy syn Przemysława Leszek wraz z resztą książąt górnośląskich złożył hołd lenny Janowi Luksemburskiemu. 
W 1336 r. zmarł bezpotomnie książę Leszek. Jan Luksemburski zdecydował się wtedy mimo oporu pozostałych książąt górnośląskich z linii cieszyńskiej, bytomskiej i opolskiej nadać Księstwo raciborskie księciu opawskiemu Mikołajowi II, ożenionemu z Anną, córką raciborskiego Przemysława pochodzącego z bocznej linii Przemyślidów (jego ojciec Mikołaj I narodził się z pozamałżeńskiego związku króla Przemysła Ottokara II). W tym czasie wydzieloną ziemią wodzisławską (Księstwem wodzisławskim) rządziła Konstancja wodzisławska.
Decyzja Jana Luksemburskiego połączyła księstwo raciborskie aż do 1377 r. z księstwem opawskim, kiedy to doszło do podziału dzielnicy między synów Mikołaja II. Racibórz razem z pobliskimi Wodzisławiem, Rybnikiem, Żorami, Karniowem i Bruntalem dostał się wówczas księciu Janowi I. 

## III księstwo raciborskie

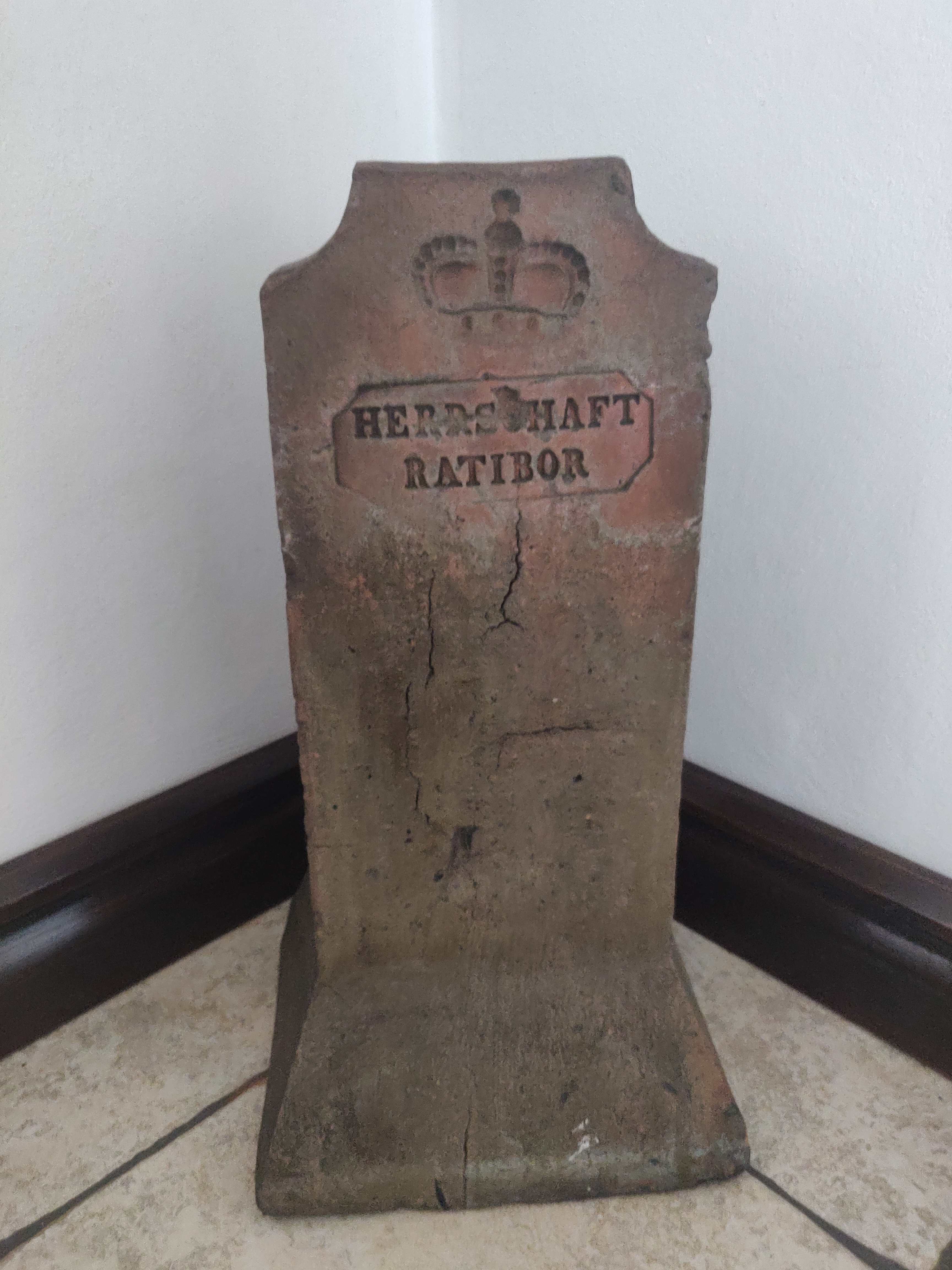
Herrschaft Ratibor

Powstało w 1437 w wyniku podziału schedy po Janie Żelaznym pomiędzy jego synów: Wacława raciborskiego oraz Mikołaja Karniowskiego. Wacław objął wyłącznie ziemię Raciborską wraz z najbliższą okolicą. Jego następca Jan V Raciborski powiększył terytorium przejściowo o Pszczynę (lata 1473-1479) oraz trwale o Wodzisław Śląski (1483 r.). W 1493 za Walentyna raciborskiego księstwo zostaje powiększone o ziemie wokół Rybnika, Żor i Pszczyny i trafia w ręce księcia. 
W 1502 r. z ziem Wodzisławia wraz z przyległościami zostaje utworzone Wodzisławskie Państwo Stanowe. Podobnie uczyniono w 1517 r. z Pszczyną. 13 listopada 1521 r. zmarł bezpotomnie ostatni książę raciborski z dynastii Przemyślidów - Walentyn raciborski. Księstwo raciborskie na mocy układu o przeżycie zawartego w 1511 r. między Walentynem a księciem opolskim Janem II Dobrym zostało połączone z księstwem opolskim.
Od 1526 roku Rybnik z okolicą tworzył wydzielone terytorium zwane zastawem rybnickim, był to prywatny majątek formalnie wchodzący nadal w skład Księstwa raciborskiego.
Od tego momentu ziemia raciborska dzieliła koleje losu Księstwa opolsko-raciborskiego: najpierw w 1532 r. po bezpotomnej śmierci Jana II Dobrego dostała się pod panowanie Hohenzollernów, jako lenników czeskich, w latach 1552–1645 i od 1666 znajdowała się pod bezpośrednim panowaniem Habsburgów, by w latach 1646–1666 stać się zastawem polskich Wazów. Od 1742 r. teren Księstwa raciborskiego znalazł się w granicach Prus.